# Boulevard de Sébastopol

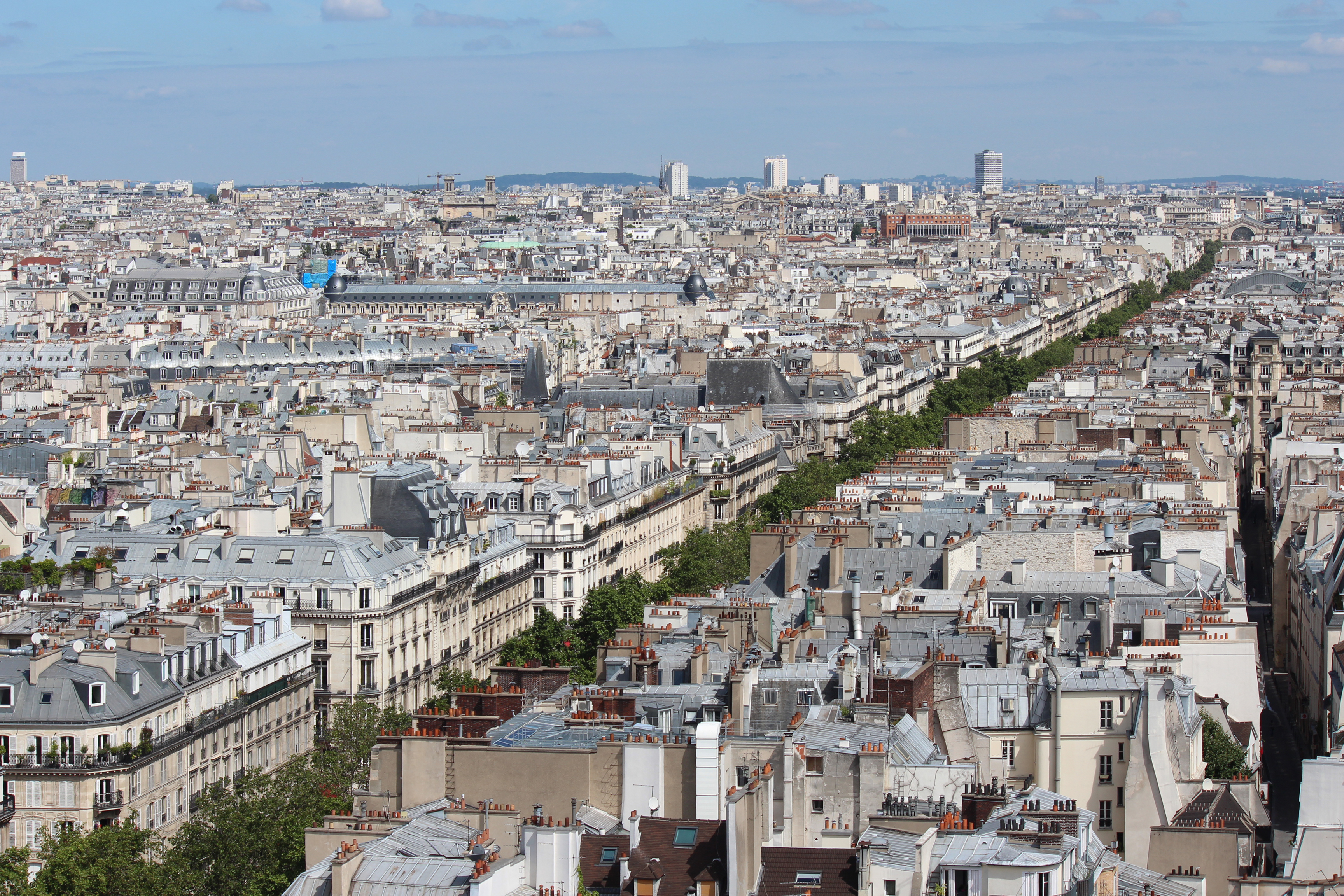
A avenida vista da Torre Saint-Jacques.

Boulevard de Sébastopol, anteriormente Boulevard du Centre, é um boulevard parisiense que separa o 1.º e o 2.º, por um lado, dos 3.º e 4.º arrondissements, por outro.

## Localização e acesso

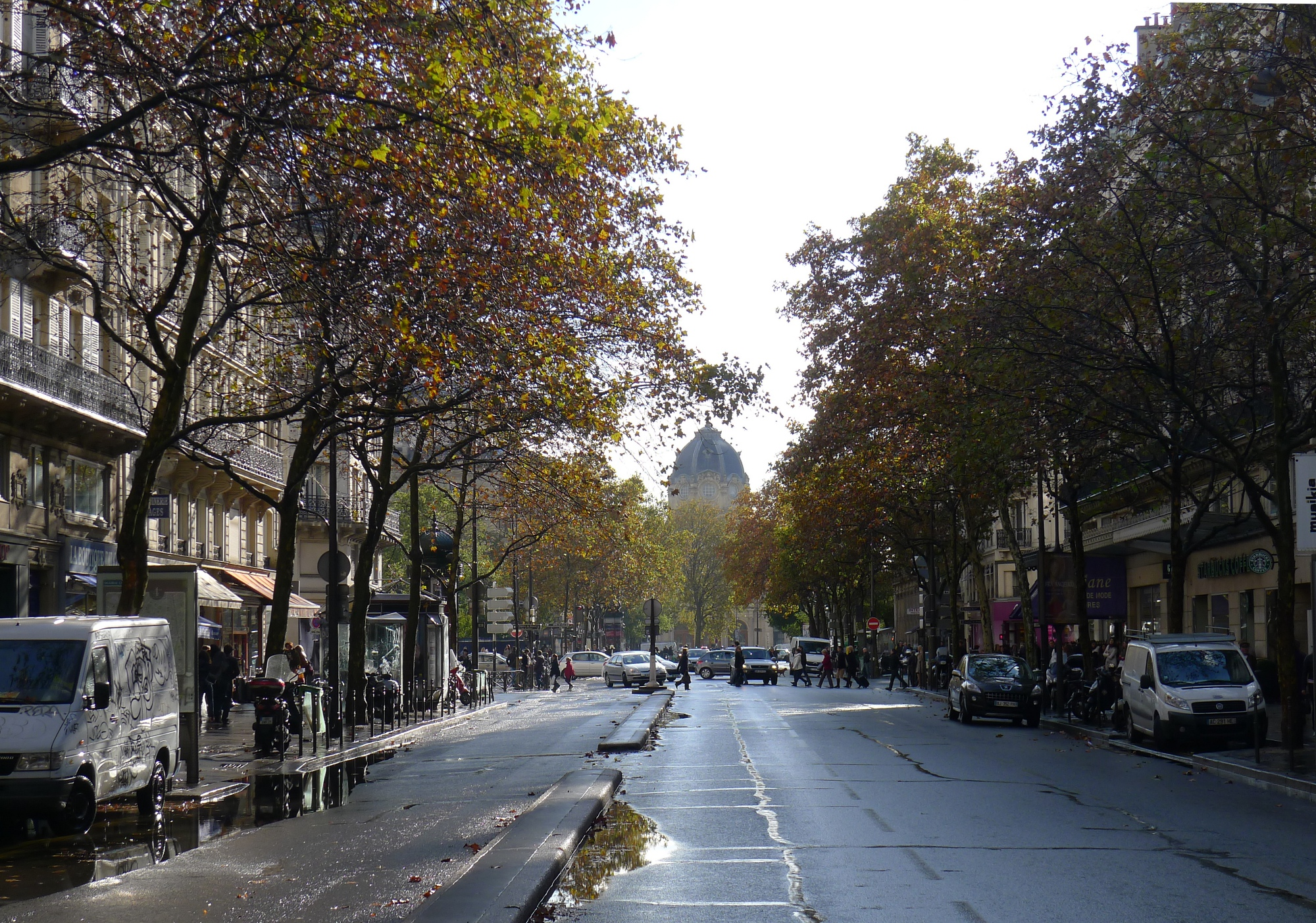
O boulevard de Sébastopol perto da Rue de Rivoli, visto na direção do tribunal comercial.

Com 1332 metros e 30 de largura, começa na Place du Châtelet e continua para o norte ao longo do Boulevard de Strasbourg. É principalmente uma via com três faixas de automóveis e uma faixa de ônibus. Embora tenha alguns restaurantes e muitas lojas, o Boulevard de Sébastopol não é realmente um local de lazer, ao contrário do Marais e de Les Halles entre os quais se interpõe.
No extremo sul, pode se ver a cúpula do Tribunal de Comércio de Paris que se situa na Île de la Cité.
Este local é servido pelas estações de metrô Châtelet, Étienne Marcel, Réaumur – Sébastopol, Strasbourg – Saint-Denis, Château d'Eau e Gare de l'Est.
É a única via em Paris que passa por quatro arrondissements (com exceção do Boulevard Périphérique e da Voie Georges Pompidou).

## Origem do nome
O nome desta rota perpetua a memória do cerco de Sebastopol durante a Guerra da Crimeia.

## Histórico

### Perfuração
O Boulevard de Sébastopol é uma das estradas mais importantes perfuradas por Haussmann durante as obras de transformação de Paris. Constitui um elemento importante do novo grande eixo norte-sul que atravessa o centro de Paris e constitui o eixo de acesso à Gare de l'Est.
A abertura desta estrada foi declarada de utilidade pública em 1854 ao mesmo tempo que a da Rue de Turbigo e o prolongamento da Rue Réaumur. Primeiramente nomeado " boulevard du Centre ", ele é renomeado " boulevard de Sébastopol " poucos dias após a vitória conquistada em 8 de setembro de 1855, pelas tropas de Napoleão III.

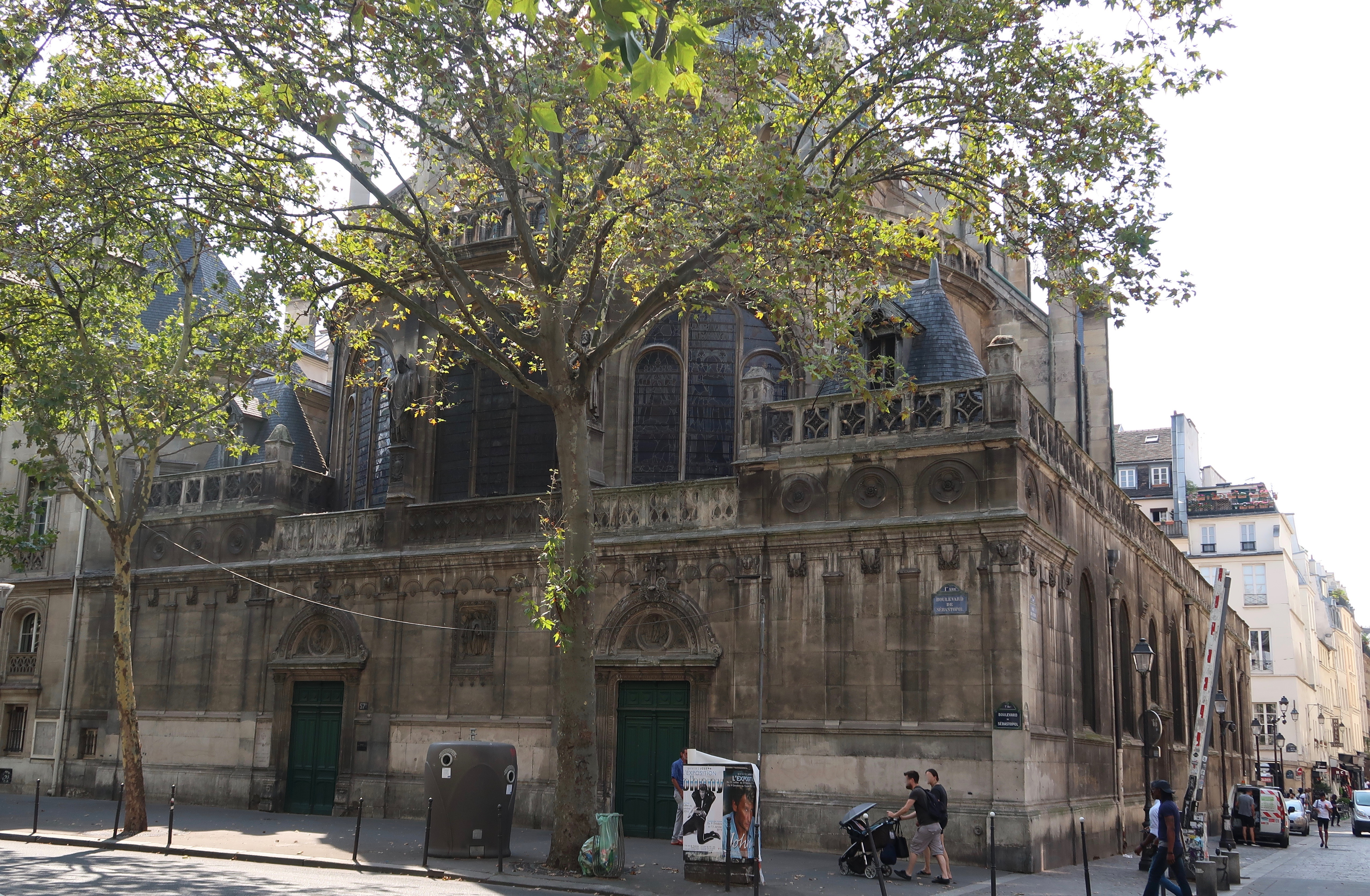
Igreja Saint-Leu-Saint-Gilles

O boulevard foi inaugurado em 1858. Nesta parte o novo boulevard absorveu, incluiu ou suprimiu:
- a Rue des Arts
- a Ruelle des Arts
- a Rue Aubry-le-Boucher, em parte
- a Rue d'Avignon
- a Cour Batave
- a Passage e o Impasse Beaufort
- a Rue Blondel, em parte
- a antiga Rue du Bourg-l'Abbé e a Poterne du Bourg l'Abbé
- a Passage du Cheval Rouge
- a Ruelle du Commerce
- a Rue du Crucifix-Saint-Jacques-la-Boucherie, também chamada "Rue du Petit Crucifix" ou "Rue du Crucifix"
- a Rue des Écrivains, também suprimida pela Rue de Rivoli
- parte da Rue des Égouts-du-Ponceau
- o Impasse des Étuves
- uma parte da Rue Guérin-Boisseau
- a Rue du Grand-Hurleur e a Rue du Petit-Hurleur
- a Passage Grande-Rue
- a Rua Greneta, em parte
- a Rue Guérin-Boisseau, em parte
- a Rue de la Laiterie
- a Rue de La Reynie, em parte
- a Rue des Lombards, em parte
- a Passage de la Longue-Allée e uma parte da Rue de la Longue-Allée (entre a Rue Blondel e a seção da Rue du Ponceau removida)
- a Rue des Mécaniques
- a Rue des Métiers, recinto da Trindade
- a Rue aux Ours, parcialmente eviscerado durante a criação do novo cruzamento
- parte da Rue du Ponceau que havia sido aberta na passagem do Grand Égout
- a Rue Rambuteau, em parte
- a Passage ou Cour Saint-Chaumont
- a rue de la Savonnerie
- a Passage Saint-Denis que correspondia ao Impasse Basfour
- o Impasse Saint-François
- a Rue Saint-Magloire
- a Rue Sainte-Apolline, em parte[2]
- a Rue Salle-au-Comte também chamada "Rue de la Salle-au-Comte", antigamente Rue au Comte-de-Dammartin que deve o seu nome ao Hôtel de Dammartin, onde viveu e foi morto no século XV o Grão-Chanceler de Maria. Esta rua ia mais ou menos da Rue Rambuteau à Rue aux Ours
- a Passage Saucède
- o Enclos de la Trinité, incluindo o cemitério e o hospital da Trindade, a Passage Greneta, a Grande-Rue, as Rues des Métiers (anteriormente Rue Saint-Louis), des Mécaniques e de la Laiterie e a Rue ou Cour du Commerce[3]
- a Rue Trognon
- a Rue des Trois-Maures
- a Rue de la Veille-Monnaie
- a Passage e o Impasse de Venise

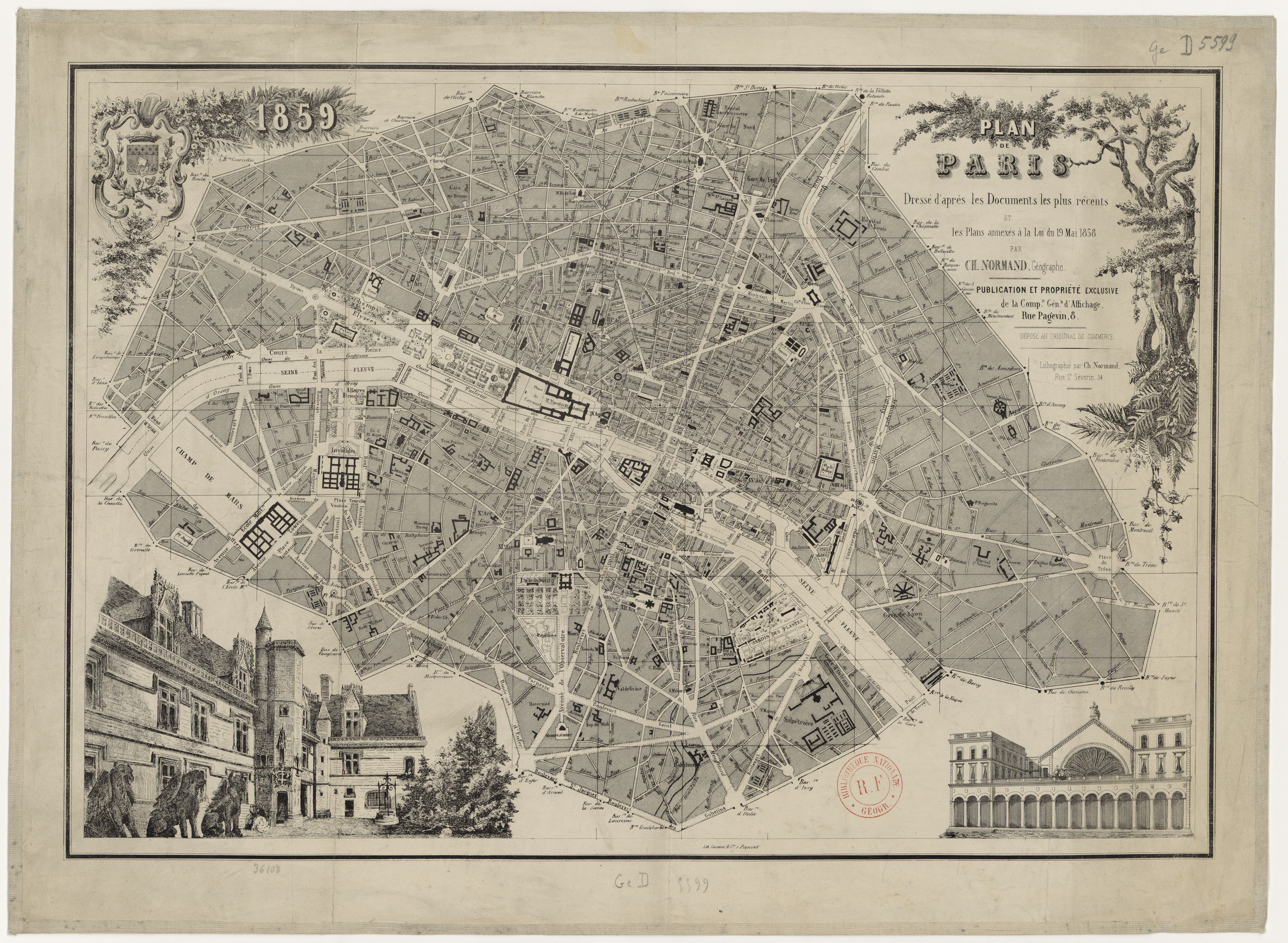
Mapa de Paris de 1859, no qual o Boulevard Sébastopol continua até o cruzamento com a Avenue de l'Observatoire

Por alguns anos, Boulevard de Sébastopol continuou na margem esquerda para Avenue de l'Observatoire (atual RER Port-Royal); esta seção recebeu em 1867 o nome de Boulevard Saint-Michel.

### Mudanças no uso
Em 2020, o boulevard recebeu uma ciclovia de mão dupla separada, que se torna a pista mais movimentada de Paris. Em 7 de outubro de 2020, o adjunto de transportes de Paris anunciou o alargamento da ciclovia.

## Edifícios notáveis e lugares de memória
- O Boulevard de Sébastopol é mencionado na canção Viens Fifine cantada por Jean Gabin.[6]
- O Boulevard Sébastopol inspirou a música Mon Sébasto, composta por Jean-Roger Caussimon e Léo Ferré, em 1957.
- No 17: Éden-Concert, antiga sala de espetáculos parisiense .
- No 19: localização, de agosto de 1943 a agosto de 1944, da sede do jornal Le Franc-Tireur.
- No 71: Pierre Ucciani (pintor), teve ali suas oficinas de ourivesaria, de 1879 a 1902.[7]
- N 99 : Localização, em 1878, da goguette des Joyeux Amies
- Nossos 101-103 : antigo edifício de Félix Potin, atualmente ocupado por uma loja Monoprix. Em janeiro de 2015, durante os trabalhos realizados nas caves da loja Réaumur-Sébastopol, foram descobertas 8 valas comuns, perfazendo um total de mais de 200 esqueletos. Esses ossos vêm do cemitério da Trindade.[8][9][10]
- Parte traseira da Igreja de Saint-Leu-Saint-Gilles.
- O Boulevard de Sébastopol é mencionado no apelo do Abbé Pierre em 1 de fevereiro de 1954: "Uma mulher acabou de morrer de frio, ontem à noite às 3 horas na calçada do boulevard de Sébastopol".
- Em junho de 1974 , uma manifestação noturna reúne várias centenas de feministas, que desejam denunciar o fato de que mulheres estupradas são tratadas como culpadas, "suspeitas de serem imprudentes ou provocativas por falar com estranhos ou sair tarde da noite", sozinhas, sem um protetor, nota a historiadora Séverine Liatard.[11]

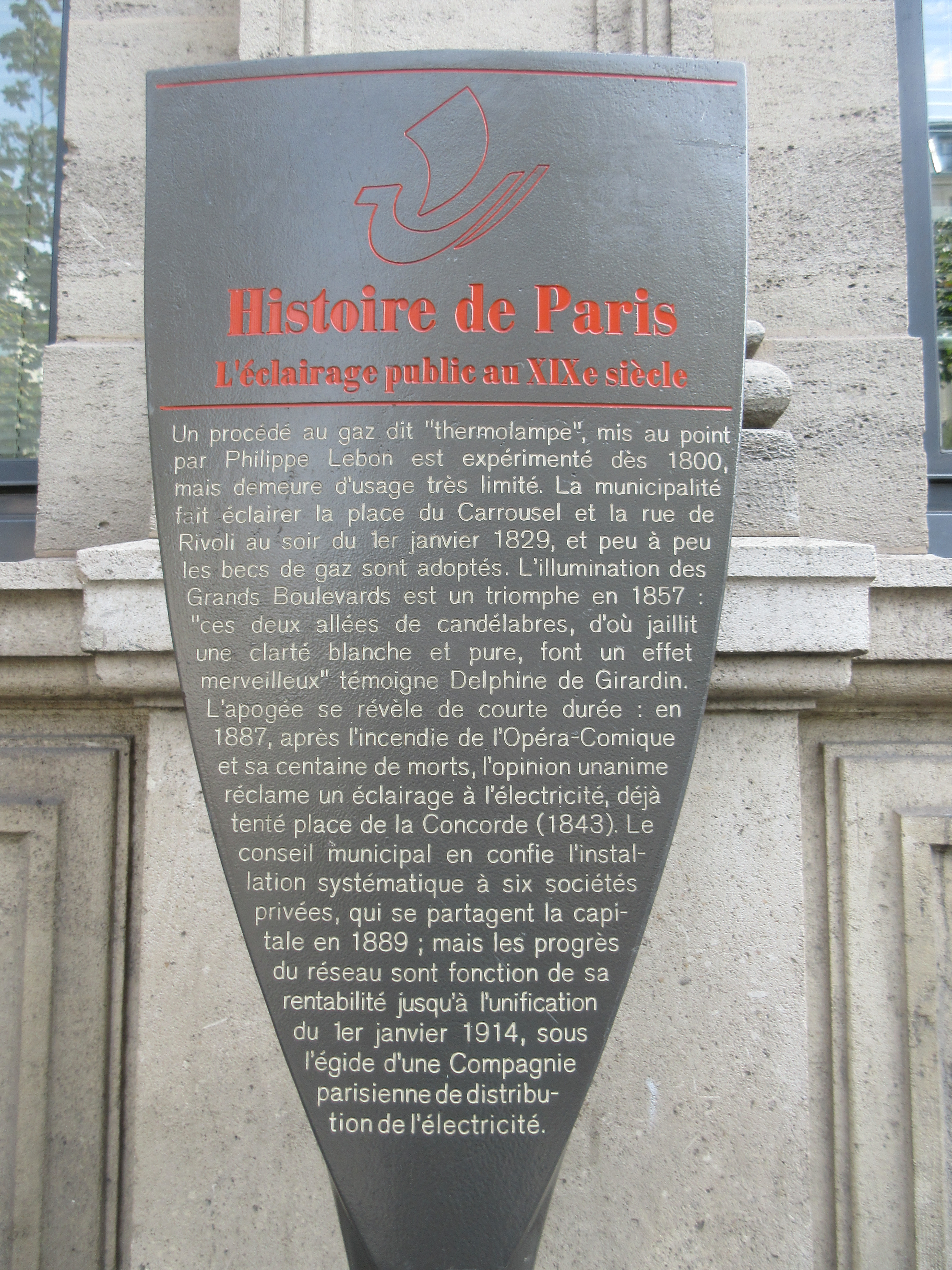
Painel História de Paris "A iluminação pública no século XIX"
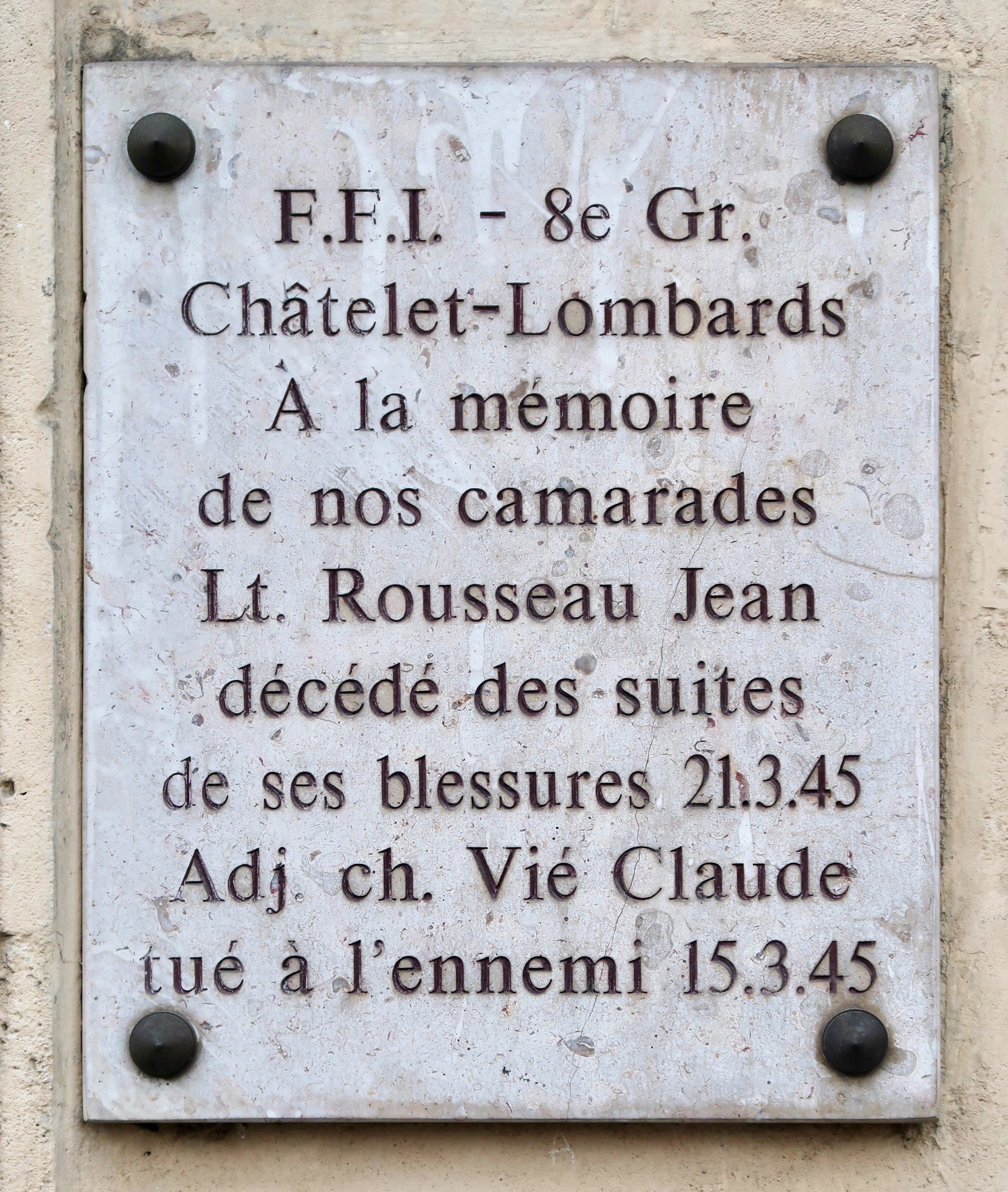
N° placa 3 em homenagem a Jean Rousseau e Claude Vié.
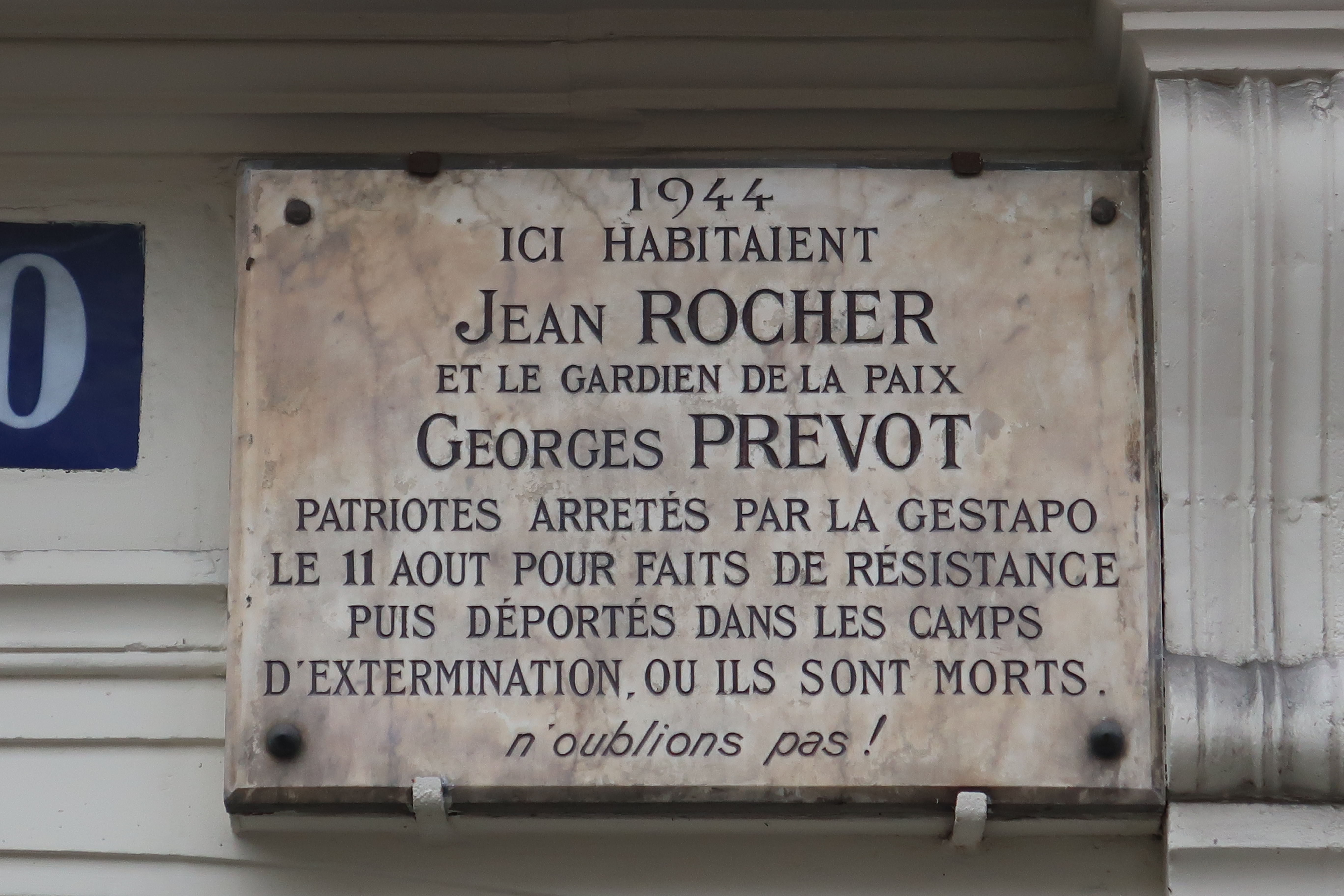
N° placa 20 em homenagem aos combatentes da resistência Jean Rocher e Georges Prévot.
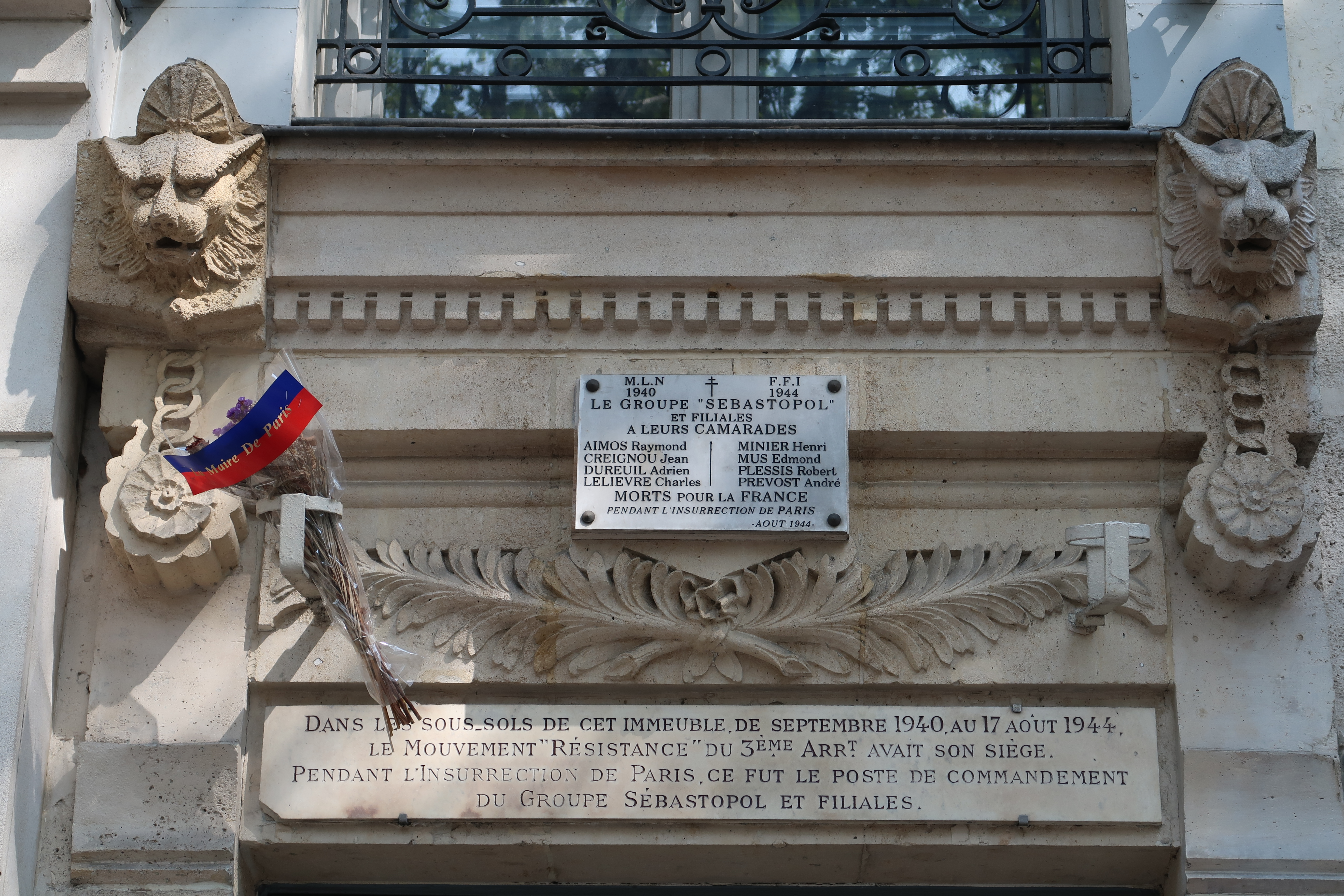
N° placa 48 em homenagem aos combatentes da resistência do "grupo Sevastopol".
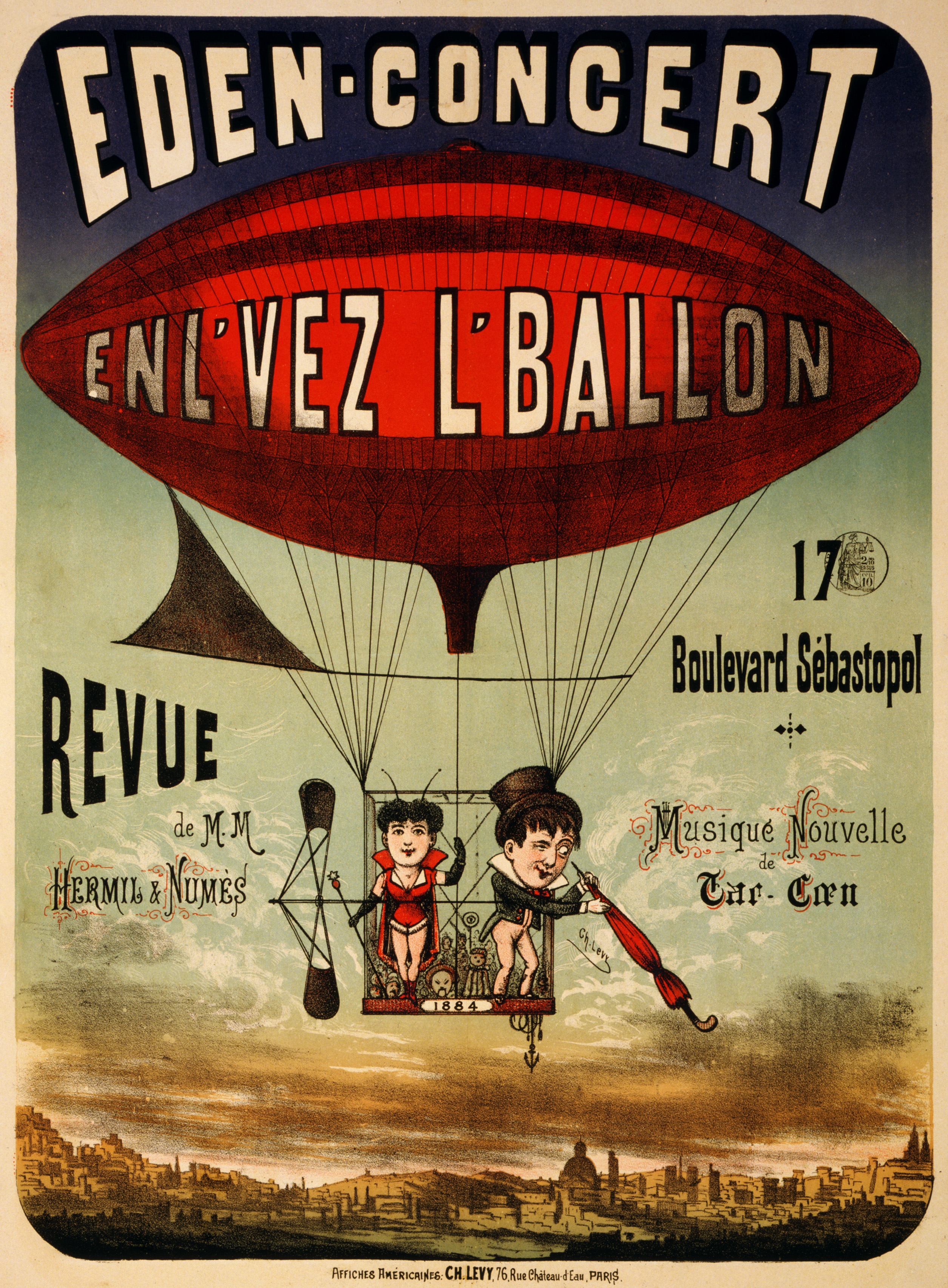
Cartaz de 1884.

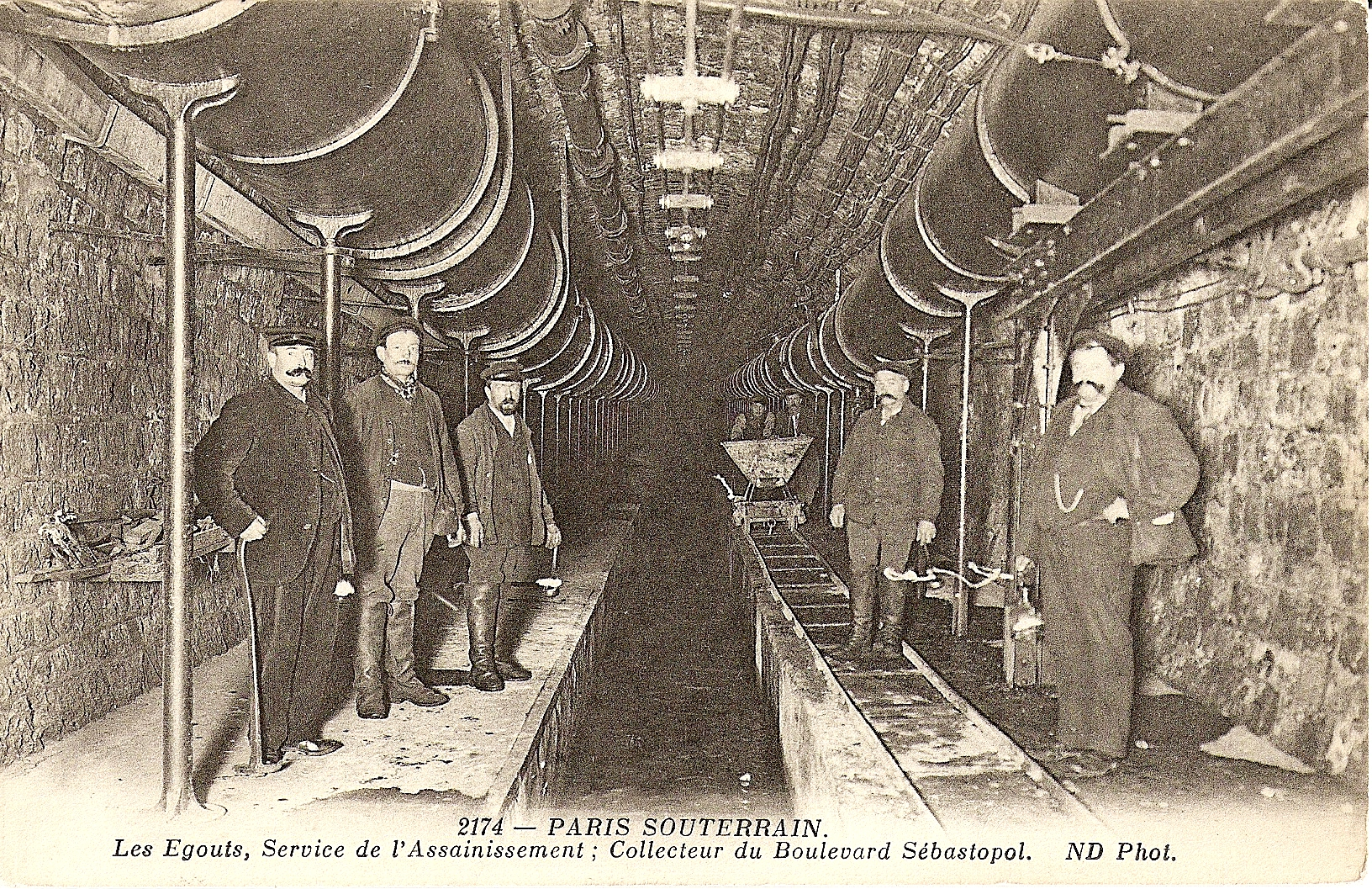
Coletor do Boulevard de Sébastopol no início do século XX.
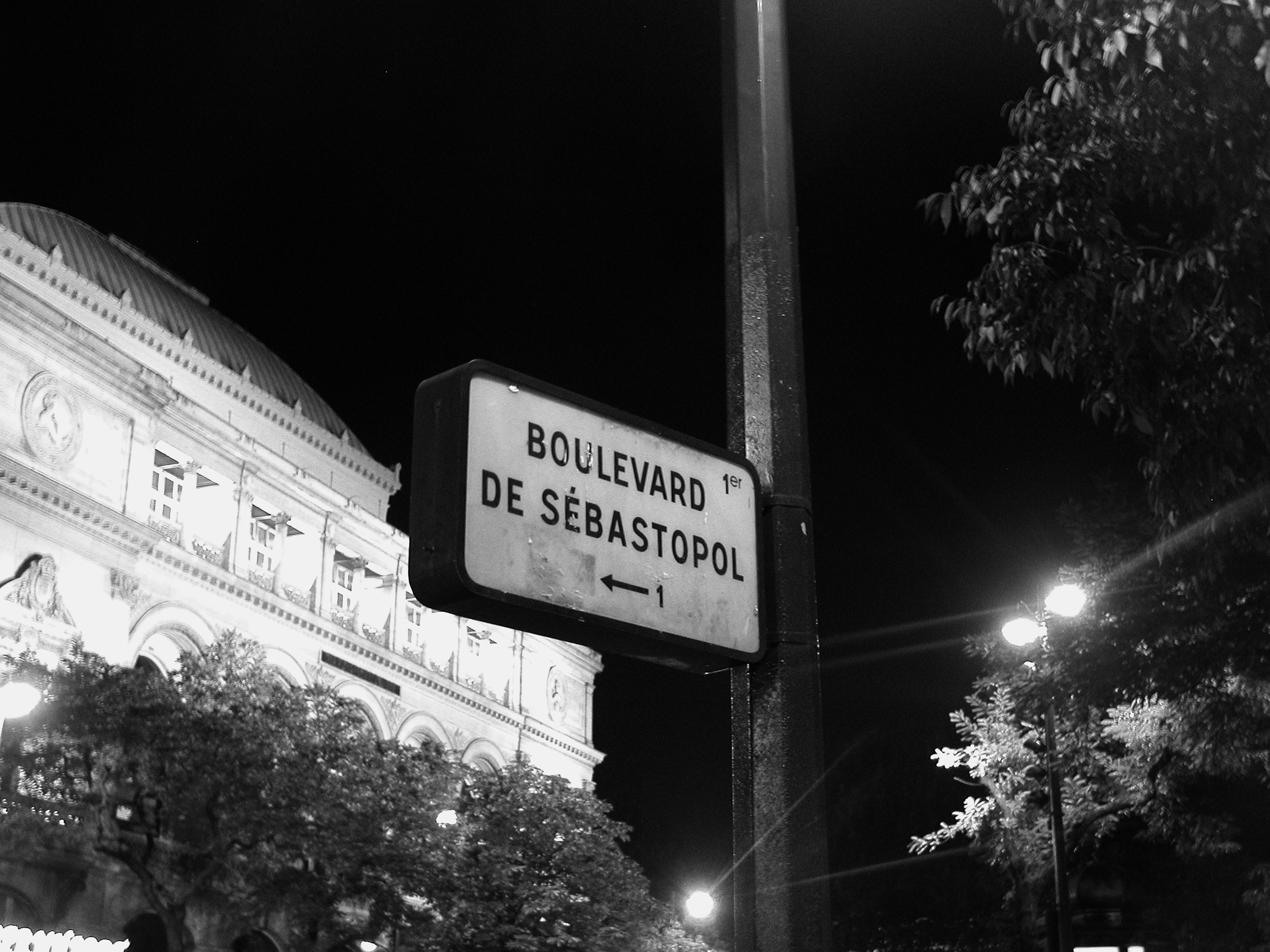
Boulevard de Sébastopol, perto da Place du Châtelet.
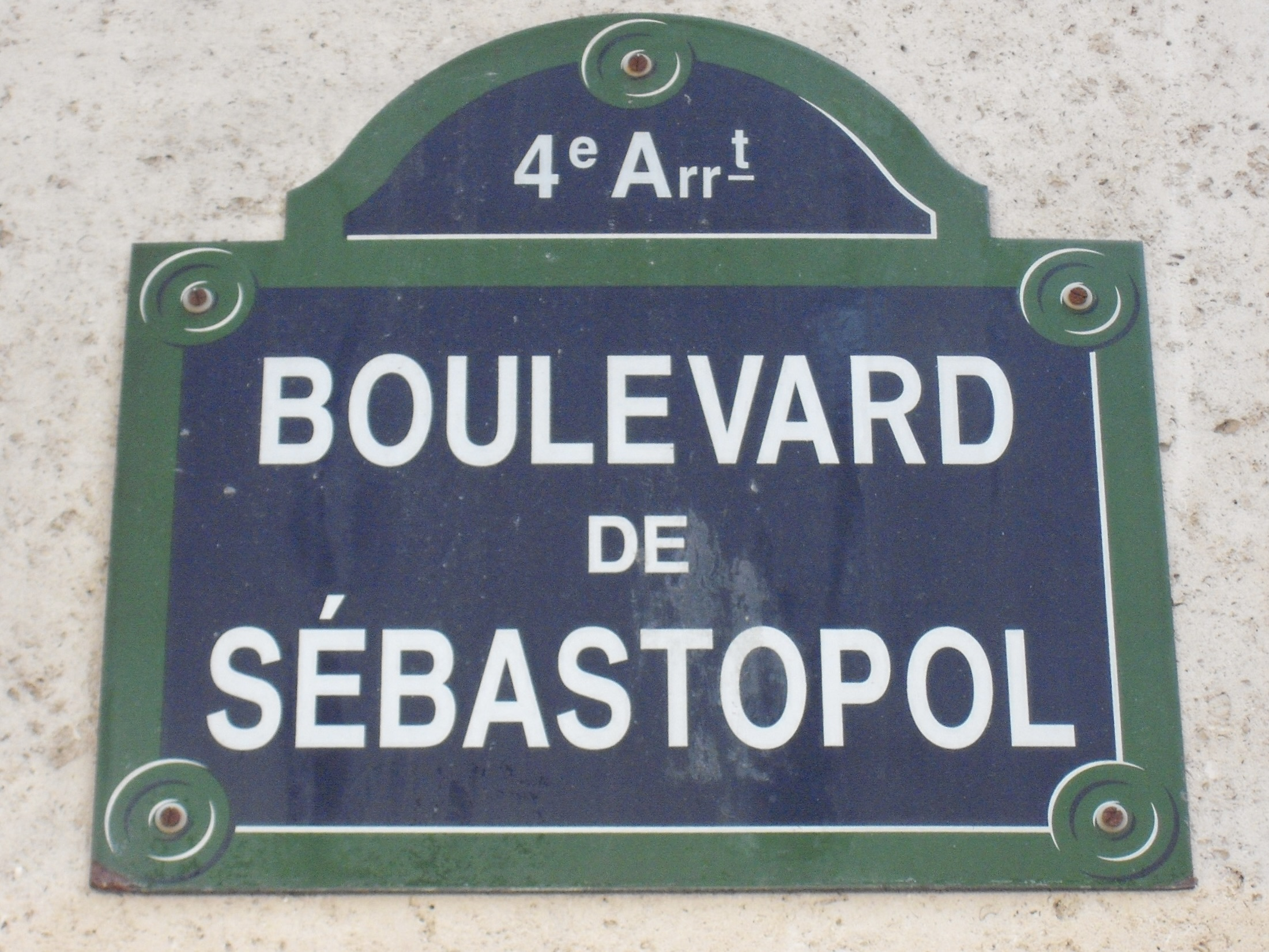
Placa de rua